# Inclusão social

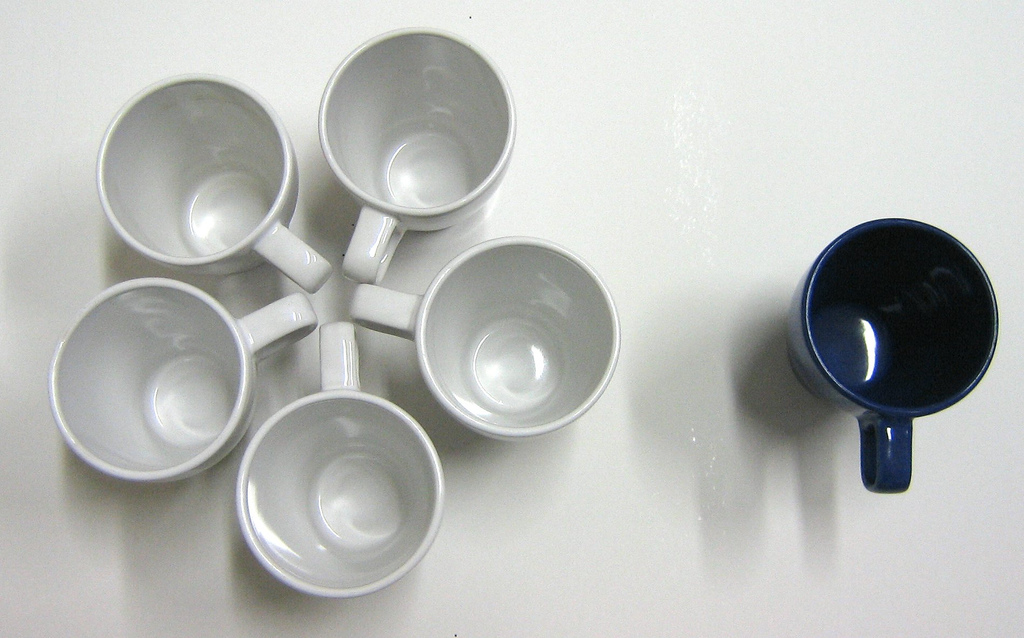
Montagem simbolizando a exclusão social, o oposto de inclusão social.

Inclusão social é o conjunto de meios e ações que combatem a exclusão aos benefícios da vida em sociedade, provocada pelas diferenças de classe social, educação, idade, deficiência, gênero, orientação sexual, religião, preconceito social ou preconceitos raciais.[carece de fontes?] Inclusão social é oferecer oportunidades iguais de acesso a bens e serviços a todos. Inclusão social pode ser  compreendida  como  um  processo  que  garante que  pessoas  em  risco  de  pobreza  e exclusão social, ou seja, pessoas que estão a margem da sociedade, participem plenamente das esferas econômica, social e cultural e se beneficiem de um nível de vida e bem‑estar na sociedade em que vivem. 

## Papel do professor na inclusão social
Para o professor desenvolver boas práticas inclusivas, devem se fazer algumas perguntas:
- O processo das aulas responde à diversidade do aluno?
- As aulas são preparadas para o trabalho na diversidade? Atividades de cópia mecânica são evitadas?
- As aulas são acessíveis a todos estudantes? Os materiais curriculares contemplam os diferentes contextos e culturas dos alunos? A linguagem usada em sala de aula é acessível a todos?
- Os alunos são estimulados a ouvir opiniões diferentes? O currículo estimula o entendimento das diferenças de cultura, gênero, deficiência, religiões etc?
- Os alunos são ativos no seu processo de aprendizagem? Os alunos são estimulados a dirigir sua própria aprendizagem? Os alunos são estimulados a ajudar os colegas?
- A avaliação estimula o êxito de todos os alunos? Há oportunidades de, em equipe, avaliar o trabalho realizado? Os resultados das avaliações servem para introduzir mudanças?
- A disciplina na sala de aula inspira-se no respeito mutuo? Os alunos são consultados sobre como podem melhorar sua atenção para aprender? As normas de comportamento são explícitas?
- Os professores planejam, revisam e ensinam em colaboração? Os professores compartilham do planejamento dos trabalhos na escola e nos de casa? Os professores mudam suas práticas a partir das sugestões recebidas?
- Os professores preocupam-se em apoiar a aprendizagem e participação de todos os alunos? Eles reconhecem a importância de tratar a todos os alunos com equidade?  Os professores procuram desenvolver nos alunos a independência e a autonomia?
- Os profissionais de apoio preocupam-se com a participação de todos? Existe uma descrição clara acerca das funções e tarefas do pessoal de apoio?
- Os deveres de casa contribuem para a aprendizagem de todos? Os deveres têm sempre um objetivo pedagógico claro? Estão relacionados com as atividades da escola? Todos os alunos participam de atividades complementares e extraescolares? São todos estimulados a participarem de diferentes atividades? As visitas escolares são acessíveis para todos?

Quando falamos de inclusão social, estamos falando de pluralidade, portanto, é importante evidenciar que a instituição escolar tem o papel de adaptar-se ao aluno e não o oposto. Em relação a dimensão da educação inclusiva, entende-se que esta é a adaptação do currículo escolar regular para crianças com necessidades educacionais especiais (NEE). Esse processo de educação inclusiva escolar deve ser compartilhado por todos: educadores, familiares, políticos e comunidade em conjunto para o sucesso efetivo. A nossa sociedade é formada por diversas pessoas com diferentes contextos, e portanto, diferentes crenças, culturas e valores. O papel da educação terapêutica é possibilitar, às crianças com autismo, a criação do laço simbólico, a imersão na cultura, de modo que possam afirmar os próprios desejos e  escolhas.  Isso  também  é  possível  no  âmbito  da  educação  inclusiva,  ao  se  fazer  algo essencialmente fundante da educação, que é escutar o sujeito que aprende. É perfeitamente normal, no âmbito escolar, a diversidade, então é exigido, do professor e da equipe escolar como um todo, que saibam lidar com a mesma, reconhecendo, no aluno, suas virtudes e facilidades e não as dificuldades, dando ao aluno com necessidades educacionais especiais as mesmas responsabilidades que os demais alunos a fim de construir um conhecimento único entre todos, tornando, assim, a educação igual para todos conforme a Lei da Constituição Federal (Artigo 1º, incisos II e III e Artigo 3º, inciso IV).
E mais especificamente, o Artigo 4°, inciso III da LDB, deixa claro que a rede regular de ensino não está mais reservada unicamente às crianças que gozam de plena saúde física ou psíquica, mas sim para todas independentemente de apresentarem alguma necessidade específica, esta Lei é muito importante para o sistema educacional porque representa a tomada de consciência da sociedade brasileira que por muito tempo foi negligente e segregacionista e de outro modo jamais corrigiria esta injustiça.
Porém, a inclusão de portadores de necessidades geralmente são trabalhadas em instituições específicas, pois as escolas de ensino regular recebem a inclusão social, mas infelizmente sem nenhuma preparação para atuarem nestas especificidades.
Além disso, a inclusão social como um todo envolve assuntos amplos como religião, classe social, etnia, gênero e orientação sexual, que comumente aparecem em sala de aula, gerando discussões e apontando preconceitos enraizados na nossa sociedade que vão sendo reproduzidos. Por isso, é fundamental que esses assuntos sejam acolhidos em sala de aula, para que a singularidade de cada um seja respeitada, ao invés de tolerada. Afinal, algo só é considerado "fora do normal" quando existe o "normal", aceito socialmente como certo. Esse "normal" tem origem e bases sólidas no eurocentrismo, que valoriza a cultura ocidental e se manifesta em todas as esferas sociais, inferiorizando outras perspectivas, como por exemplo os modos de vida de origem africana, que possuem tradições próprias e por isso são invalidados.  
Assim como o eurocentrismo, a colonialidade, decorrente do processo colonial, contribui para manter a ideia de saberes e culturas superiores, o que diminui a potência da diversidade, mesmo esta sendo elemento constitutivo da vida em coletivo. Desse modo, pensar inclusão social é pensar em descontruir padrões e relações de poder.  É questionar o motivo das coisas serem como são para desenvolver o senso crítico. É construir caminhos possíveis a partir da escuta e do respeito. É dar espaço para a pluralidade de culturas, corpos e narrativas.  

## Inclusão social de pessoas com deficiência no Brasil
Através da Lei 839, de 1857, dom Pedro II fundou o "Imperial Instituto dos Surdos-mudos". Em 1957, passou a denominar-se Instituto Nacional de Educação de Surdos. E assim sendo necessária a inclusão de portadores de deficiência  em escolas regulares.
A inclusão social orientou a elaboração de políticas e leis na criação de programas e serviços voltados ao atendimento das necessidades especiais de deficientes nos últimos 50 anos. Este parâmetro consiste em criar mecanismos que adaptem os deficientes aos sistemas sociais comuns e, em caso de incapacidade por parte de alguns deles, criar-lhes sistemas especiais em que possa participar ou tentar acompanhar o ritmo dos que não tenham alguma deficiência específica. Tem sido prática comum deliberar e discutir acerca da inclusão de pessoas com algum tipo de deficiência mencionando direitos inerentes a uma deficiência específica, ou então abrangendo-os de forma generalizada, sem distinguir entre os diferentes tipos de deficiência.
Assim, a sociedade modificará em suas estruturas e serviços oferecidos, abrindo espaços conforme as necessidades de adaptação específicas para cada pessoa com deficiência a serem capazes de interagir naturalmente na sociedade. Todavia, este parâmetro não promove a discriminação e a segregação na sociedade. A pessoa com deficiência passa a ser vista pelo seu potencial, suas habilidades e outras inteligências e aptidões.
Desta forma, é proposto o paradigma da inclusão social. Este consiste em tornar, toda a sociedade, um lugar viável para a convivência entre pessoas de todos os tipos e inteligências na realização de seus direitos, necessidades e potencialidades.
Por este motivo, os inclusivistas (adeptos e defensores do processo de inclusão social) trabalham para mudar a sociedade e a estrutura dos seus sistemas sociais comuns e atitudes em todos os aspectos, tais como educação, trabalho, saúde, lazer.
Sobretudo, a inclusão social é uma questão de políticas públicas, pois cada política pública foi formulada e basicamente executada por decretos e leis, assim como em declarações e recomendações de âmbito internacional (como o Tratado de Madrid). O objetivo básico é a importância da caracterização do território como espaço de expressão da cidadania e da reconquista dos direitos sociais.
Dessa forma o Brasil também passou a repensar sobre a ideia de inclusão e se fundamentou em bases legais como a Constituição Federal em seu artigo 208, III, de 1988 o atendimento educacional especializado aos portadores de deficiência, preferencialmente na rede regular de ensino, o Estatuto da Criança e do Adolescente em seu artigo 54, III, de 1990 que também afirma o atendimento educacional especializado aos portadores de deficiência, preferencialmente na rede regular de ensino e a Lei nº 9.394 que estabelece a Diretrizes e Bases da Educação Nacional de 1996 que normatiza a Educação Especial.
Para a verdadeira escola inclusiva, é necessária a transformação da concepção de deficiência vista pelos profissionais envolvidos. A ação deve ser baseada neste conceito.
Pessoas com deficiência visual não veem e, com isso, desenvolvem seus outros sentidos, como o olfato, o paladar, o tato e a audição. Mas a visão é dos sentidos mais importantes. É ela que nos ajuda a compreender tudo que está a nossa volta. Por isso, estão sendo colocados, nas cidades, pisos táteis de guia e alerta para auxiliar a segurança das pessoas com essa deficiência. Pessoas com deficiência motora pode ter nascido assim, ou ter sofrido acidente. Um exemplo é um acidente no trânsito. Pessoas com essas necessidades sofrem muito para se deslocar por falta de calçadas sem buracos e por falta de rampas. Até mesmo por causa de carros que param em frente ao local de acesso a essas rampas. Outro problema dessas pessoas é o transporte. A maioria dos meios de transporte coletivos não possui elevadores para deficientes; nos poucos que possuem, a maioria dos elevadores não funciona. Assim como os outros sentidos, a audição é muito importante para o desenvolvimento do ser humano na sociedade. As pessoas que nascem surdas têm mais dificuldade de aprender, pois, não conhecendo a fonética das palavras, têm mais dificuldade em aprender uma língua.
Bem diferente das pessoas que ficam surdas ao longo da vida e que, de certo modo, já sabem se comunicar. Muitas pessoas adquirem a deficiência por lesões ou doenças. Em muitos casos, essas pessoas passam a usar aparelhos auditivos ou recorrem a cirurgias. Caso isso não ocorra, as pessoas precisam se comunicar de outra maneira. Existem dois métodos de aprendizagem: o oralista, que se baseia na linguagem oral, sem usar gestos; e o gestulista, que usa a linguagem oral e gestual juntas. No dia 10 de Dezembro, comemoramos o dia da inclusão social. Antigamente, a sociedade não aceitava bem os portadores de deficiência. Algumas famílias tinham vergonha de ter um parente assim. Pessoas assim não estudavam nem trabalhavam; isso porque a sociedade tinha um padrão em relação às pessoas e todos os que fossem diferentes sofriam preconceitos.
A proposta de inclusão social de alunos com necessidades especiais, no ensino regular, e hoje garantida pela legislação educacional brasileira. Contudo, a inclusão social com garantia de direitos e qualidade de educação ainda é um sonho a ser alcançado, um caminho a ser construído, para o qual várias mudanças serão necessárias: estruturais, pedagógicas e de capacitação de professores no que se diz respeito a lidar com situações corriqueiras do dia a dia de sala de aula.

## No Ensino Superior
Reconhecendo as problemáticas atreladas à exclusão social, as Universidades Públicas desempenham papel relevante no contorno e minimização dos danos dela consequentes. Através do desenvolvimento de projetos de extensão que envolvam a inclusão social e seus desdobramentos em práticas sociais, as Universidades são capazes de ofertarem uma série de prestação de serviços que alcançam a diversidade dos destinatários (como pessoas com deficiência, população em situação de rua, população negra e LGBTQIA+, mulheres, idosos, entre outros).